# V785 Андромеды
V785 Андромеды (лат. V785 Andromedae) — двойная затменная переменная звезда типа W Большой Медведицы (EW) в созвездии Андромеды на расстоянии приблизительно 3588 световых лет (около 1100 парсеков) от Солнца. Видимая звёздная величина звезды — от +14,76m до +14,61m. Орбитальный период — около 0,293 суток (7,0314 часа).

## Характеристики
Первый компонент — жёлтый карлик спектрального класса G. Радиус — около 1,21 солнечного, светимость — около 1,168 солнечной. Эффективная температура — около 5446 K.
Второй компонент — жёлтый карлик спектрального класса G.